# Marina Studneva
Marina Studneva –en ruso, Семёнова– (2 de febrero de 1959) es una deportista soviética que compitió en remo.
Participó en los Juegos Olímpicos de Moscú 1980, obteniendo una medalla de bronce en la prueba de cuatro con timonel. Ganó tres medallas de oro en el Campeonato Mundial de Remo entre los años 1981 y 1983.

## Palmarés internacional
| Juegos Olímpicos   | Juegos Olímpicos | Juegos Olímpicos  | Juegos Olímpicos   |
| Año                | Lugar            | Medalla           | Prueba             |
| ------------------ | ---------------- | ----------------- | ------------------ |
| 1980               | Moscú (URSS)     | Medalla de bronce | Cuatro con timonel |
| Campeonato Mundial |                  |                   |                    |
| Año                | Lugar            | Medalla           | Prueba             |
| 1981               | Múnich (RFA)     | Medalla de oro    | Cuatro con timonel |
| 1982               | Lucerna (Suiza)  | Medalla de oro    | Ocho con timonel   |
| 1983               | Duisburgo (RFA)  | Medalla de oro    | Ocho con timonel   |